# 瑞安大桥
瑞安大桥，又称“飞云江三桥”，是位于中国浙江省瑞安市的一座公路桥梁，跨越飞云江，连接北岸的东山街道与南岸的飞云街道，是温州市滨海大道的重要控制性工程。大桥全长2,956米，双向六车道，总投资4.6亿元人民币。由中交第二公路勘察设计研究院设计，中交第二公路工程局和黑龙江龙建股份有限公司共同承建。于2003年4月30日开工建设，2009年1月13日正式通车。从而缓解了104国道瑞安段和飞云江大桥交通拥堵的状况。

## 设计
大桥全长2,956米，其中主桥长470米，采用240+170+60米三跨一联独塔双索面预应力混凝土边箱梁斜拉桥，全宽36.8米；引桥采用等截面预应力混凝土连续刚构箱梁，北岸引桥长1,240米，跨径布置为33×30米+5×50米，南岸引桥长1,240米，跨径布置为20×50米+8×30米，引桥全宽33米。
主桥墩、塔、梁固结，基础采用直径44米、高5米的圆形承台和群桩基础，共有36根直径2.5米的钻孔灌注桩，桩长109米。主塔设计为花瓶形，承台以上桥塔高162.11米，由上塔柱、下塔柱、下横梁和上塔柱横向隔板组成，大部分为空心断面；承台上设3.35米高的塔座，下塔柱下端设4米高的实心段；上塔柱拉索锚固区采用半径174.5米的圆曲线；下横梁高6米，截面尺寸为6×6.6米；上塔柱横隔板为双片薄板形式，壁厚0.65米，每片设3个椭圆形孔洞，象征该桥为飞云江“三”桥。
主梁采用带斜腹板的双箱双室断面，截面中心高3.2米，每隔6米设一道预应力混凝土横梁。箱梁顶板厚0.28米，底板厚0.4米，下斜腹板厚0.25米，腹板厚0.4米。全桥共36对斜拉索，采用∅7镀锌平行钢丝，双层热挤PE护套，两端采用大吨位的PESM7冷铸墩头锚，塔中心与第一对索的间距为13.65米，其余斜拉索在梁上索距为6米，拉索最小倾角29.36°，设计最大索力为5,583千牛。
引桥分上、下行二种幅桥，单幅桥均为单箱单室截面，采用大悬臂翼板；下部构造桥墩均为薄壁独柱墩，墩柱为哑铃形断面。

### 主要技术指标
- 道路标准：双向六车道一级公路；
- 设计行车速度：100公里/小时；
- 设计荷载：汽车－超20、挂车－120；
- 通航标准：主通航孔按3,000吨级海轮标准，净宽200米，通航净高29米；副通航孔按1,000吨级海轮标准，净宽135米，通航净高23米；
- 船舶撞击力：主通航孔顺桥向10,000千牛，横桥向5,000千牛；副通航孔顺桥向3,750千牛，横桥向1,875千牛；
- 地震烈度：Ⅵ度，按Ⅶ度设防。[3]

## 桥名
大桥建设初期曾暂名“飞云江三桥”，2008年8月24日，瑞安市地名委员会正式命名该桥为“瑞安大桥”。而“瑞安大桥”桥名的四个汉字，是从玉海楼所藏清朝瑞安人孙诒让的手稿中拓印而来。

## 建设历程
- 2000年3月21日，飞云江三桥工程建设前期筹备工作领导小组成立。
- 2001年2月28日，飞云江三桥工程建设指挥部成立。
- 2001年4月10日，浙江省交通运输厅发文，批复飞云江三桥及接线工程可行性研究报告评估意见。
- 2002年1月22日，飞云江三桥方案研讨会在杭州召开，确定桥型。
- 2002年10月23日，浙江省发改委发文，批复 《关于瑞安飞云江三桥及南岸连接线工程初步设计》，同意立项。
- 2003年7月，飞云江三桥及接线（一期）工程正式开工。
- 2004年8月22日，主桥39#墩承台浇注完成。
- 2005年9月29日，大桥主塔封顶。
- 2008年1月2日，大桥主桥合龙[7]。
- 2009年1月13日，瑞安大桥及接线工程正式通车。[2]
- 2015年12月24日，瑞安大桥及接线工程通过竣工验收[8]。